# Tolumnia gauntlettii
Tolumnia gauntlettii är en orkidéart som först beskrevs av Carl Leslie Withner och H.P.Jesup, och fick sitt nu gällande namn av Mark Anthony Nir. Tolumnia gauntlettii ingår i släktet Tolumnia och familjen orkidéer.
Artens utbredningsområde är Jamaica. Inga underarter finns listade i Catalogue of Life.